# Horneburg
Horneburg is een gemeente in de Duitse deelstaat Nedersaksen. De gemeente maakt als bestuurszetel deel uit van de Samtgemeinde Horneburg in de Landkreis Stade.
Horneburg telt 6.415 inwoners.
Te Horneburg vloeien twee beken met de namen Mühlenbach en Aue samen tot de Lühe, die noordoostwaarts door het Alte Land loopt en uitmondt in de Elbe.

## Infrastructuur
Van de noordwestelijke buurgemeente Stade lopen twee belangrijke verkeerswegen in zuidoostelijke richting door de Samtgemeinde Horneburg:
- de Bundesstraße 73, die door o.a. Agathenburg, Dollern, Horneburg en Nottensdorf heen loopt en uitkomt in Buxtehude;
- de enkele kilometers ten noordoosten van de B73, parallel daaraan lopende nieuwe Autobahn A26 met afrit nr. 7, dichtbij Horneburg.

De plaats heeft een klein station aan de spoorlijn Lehrte - Cuxhaven.

## Economie
De gemeente grenst in het noordoosten aan de Samtgemeinde Lühe, die deel uitmaakt van het bekende, en ook toeristisch ontwikkelde, fruitteeltgebied Altes Land. Ook binnen de gemeente Horneburg staan boomgaarden. Een sinds het midden van de 19e eeuw bekend appelras uit het Alte Land, de Horneburger Pfannkuche, met vrij grote en zure vruchten, is naar de plaats genoemd.
Te Horneburg liggen enkele bedrijventerreinen voor lokaal en regionaal midden- en kleinbedrijf, waarbij de bouwnijverheid relatief belangrijk is. Eén van die bedrijventerreinen draagt de naam Blumenthal.

## Geschiedenis
De gemeente ligt op geestgronden, enige kilometers bezuiden het brede dal van de Elbe. Reeds in de Jonge Steentijd was het gebied bewoond, hetgeen uit aanwezige restanten van grafheuvels blijkt. Bij het Landgoed Daudieck liggen de restanten van drie hunebedden uit de tijd van de Trechterbekercultuur (3200-2500 jaar vóór de jaartelling). Deze zijn gecatalogiseerd als Sprockhoff-nummers 662, 663 en 664.
In 1255 lieten de aartsbisschoppen van Bremen nabij een horn, een strategisch gunstig gelegen, uit het moerasland uitstekend, hoger stuk land, een kasteel bouwen. In de Late Middeleeuwen was dit kasteel in handen van leden van een adellijk geslacht Von Borck. Een in het begin van de 14e eeuw levende telg uit dat geslacht was een berucht roofridder en verkreeg daarom de bijnaam Isern Hinnerk (IJzeren Hendrik). Andere leden van deze familie hadden eerder in het in het noorden aangrenzende Alte Land gronden en rechtspraak, en zo ook invloed en rijkdom verworven. Hun geslacht stierf uit in het begin van de 16e eeuw. Om dit kasteel werd vaak strijd geleverd; uiteindelijk werd het tijdens de Dertigjarige Oorlog in 1627 door troepen van Tilly ingenomen en in 1632 door Zweedse troepen heroverd en daarna verwoest. Op het kasteelterrein staan nog enkele grote, deels vervallen, herenhuizen, waar tot en met de 19e eeuw lokale bestuurders hebben gewoond.
In de middeleeuwen ontwikkelde zich bij het kasteel, dat aan een voorde in de Lühe lag, een marktnederzetting, die ook een binnenhaven had. De vrachtschepen waren toentertijd kleiner dan tegenwoordig, zodat de Lühe een scheepvaartroute was. Tot ongeveer 1880, toen de spoorwegen hun intrede deden, was Horneburg een schakel in de zogenaamde Ochsenweg (ossenweg) (zie: Hærvejen). Tussen Denemarken en Nederland werden jaarlijks veel ossen vervoerd, ten gerieve van de vetweiderij in o.a. Holland. Om die reden verkreeg Horneburg reeds vroeg marktrecht. De plaats is daarom een vlek (Marktflecken). Sinds de 18e eeuw wordt jaarlijks in oktober een jaarmarkt, van origine een ossenmarkt, gehouden. Dit is het belangrijkste jaarlijkse evenement in Horneburg.
In juli 1943 verhuisde de fabriek van radio-onderdelen Valvo van het bij Operatie Gomorrha verwoeste Hamburg naar o.a. Horneburg. In oktober 1944 werd te Horneburg een Außenlager van Concentratiekamp Neuengamme ingericht. Enkele honderden joodse vrouwen, van wie velen uit Nederland en Hongarije, moesten als dwangarbeid voor Valvo o.a. radio-onderdelen maken. In april 1945 werden deze gevangenen op een dodenmars naar kamp Bergen-Belsen gestuurd.
Aan het eind van de Tweede Wereldoorlog, eind april 1945, bliezen Duitse troepen alle bruggen rondom Horneburg op. Desondanks wisten de Geallieerde troepen de plaats na één dag zware strijd te veroveren.

## Galerij

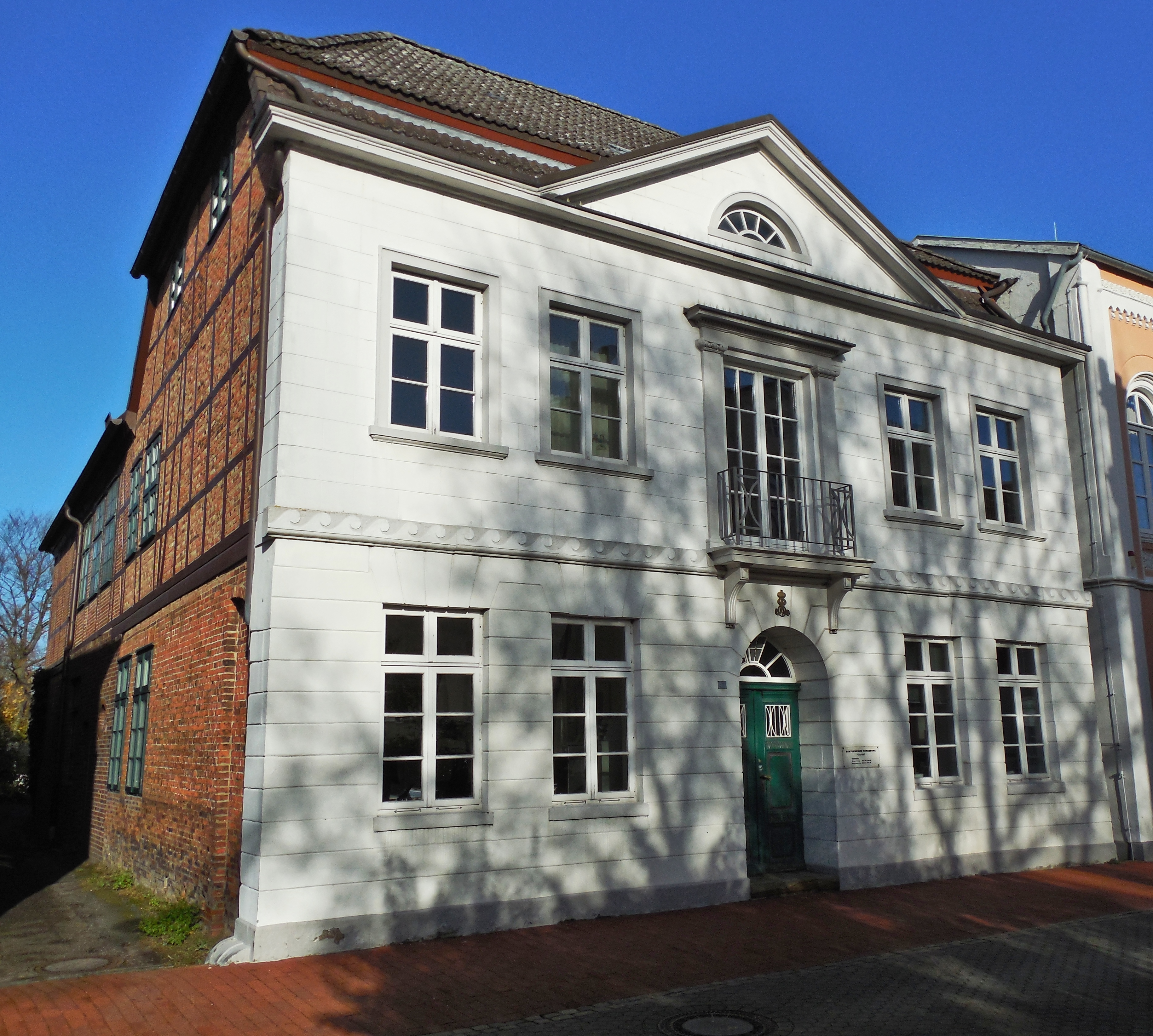
Lange Straße 47, Horneburg (gedeelte gemeentehuis)
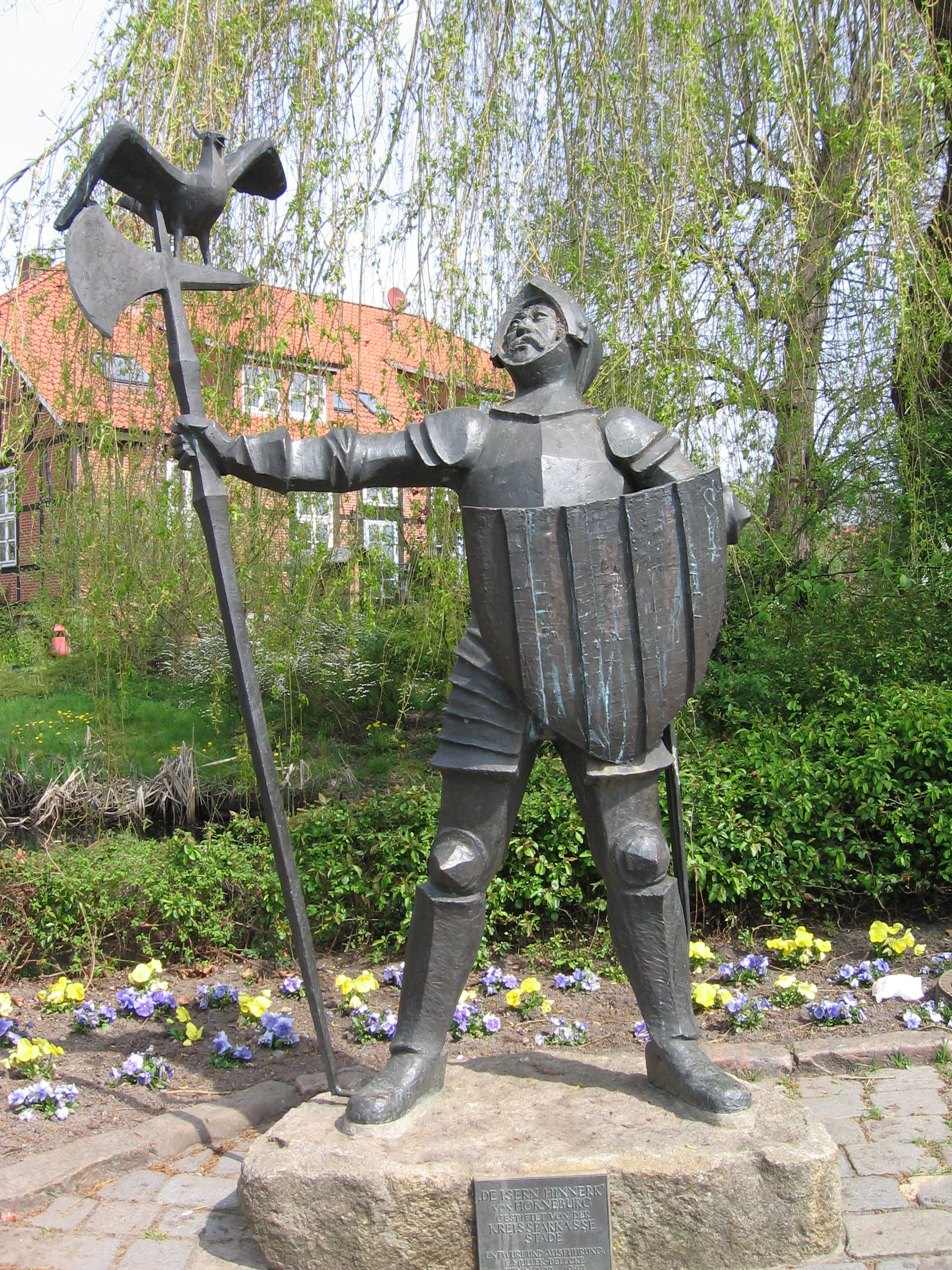
Standbeeld van Isern Hinnerk, Horneburg
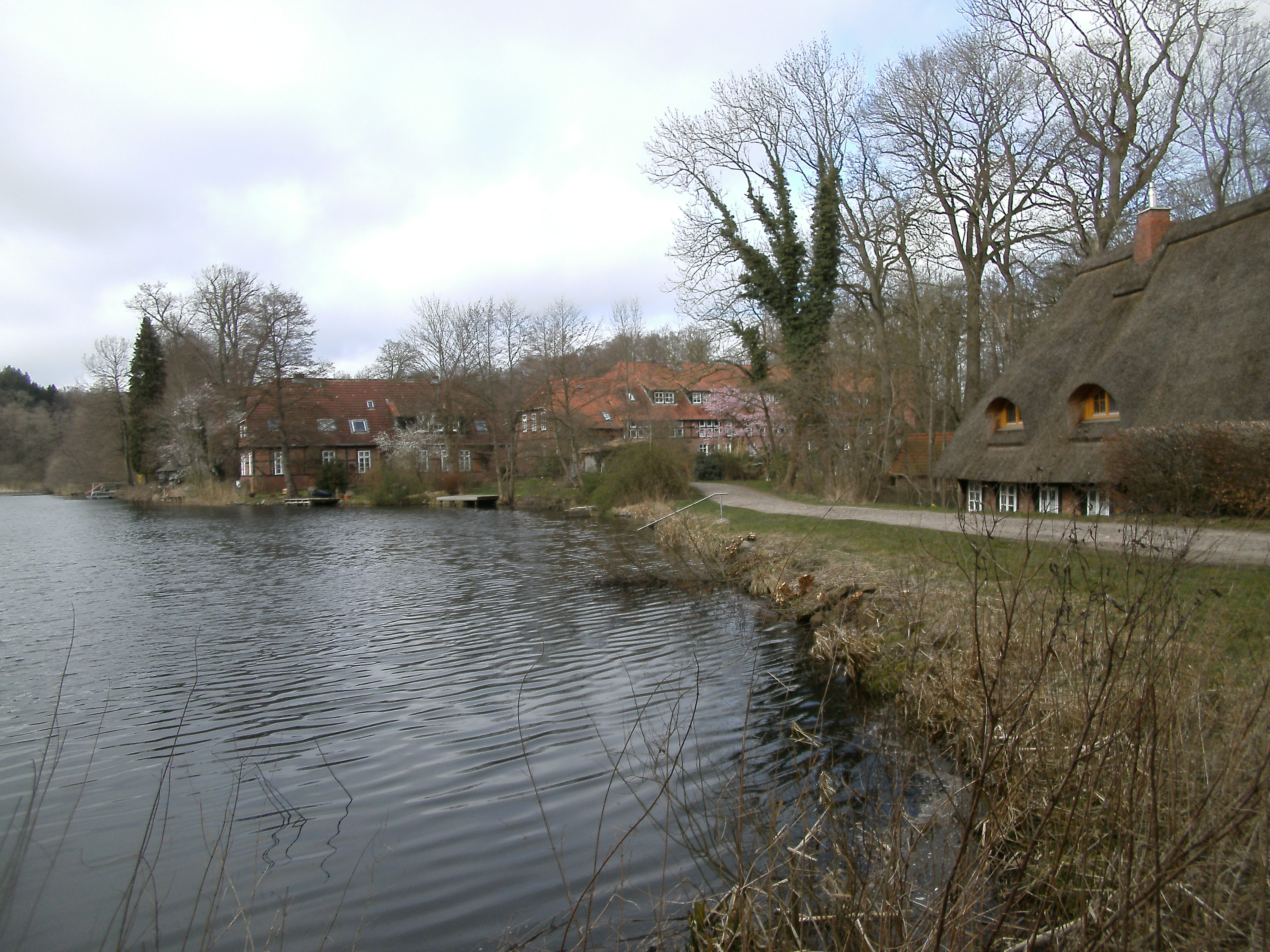
Landgoed Daudieck
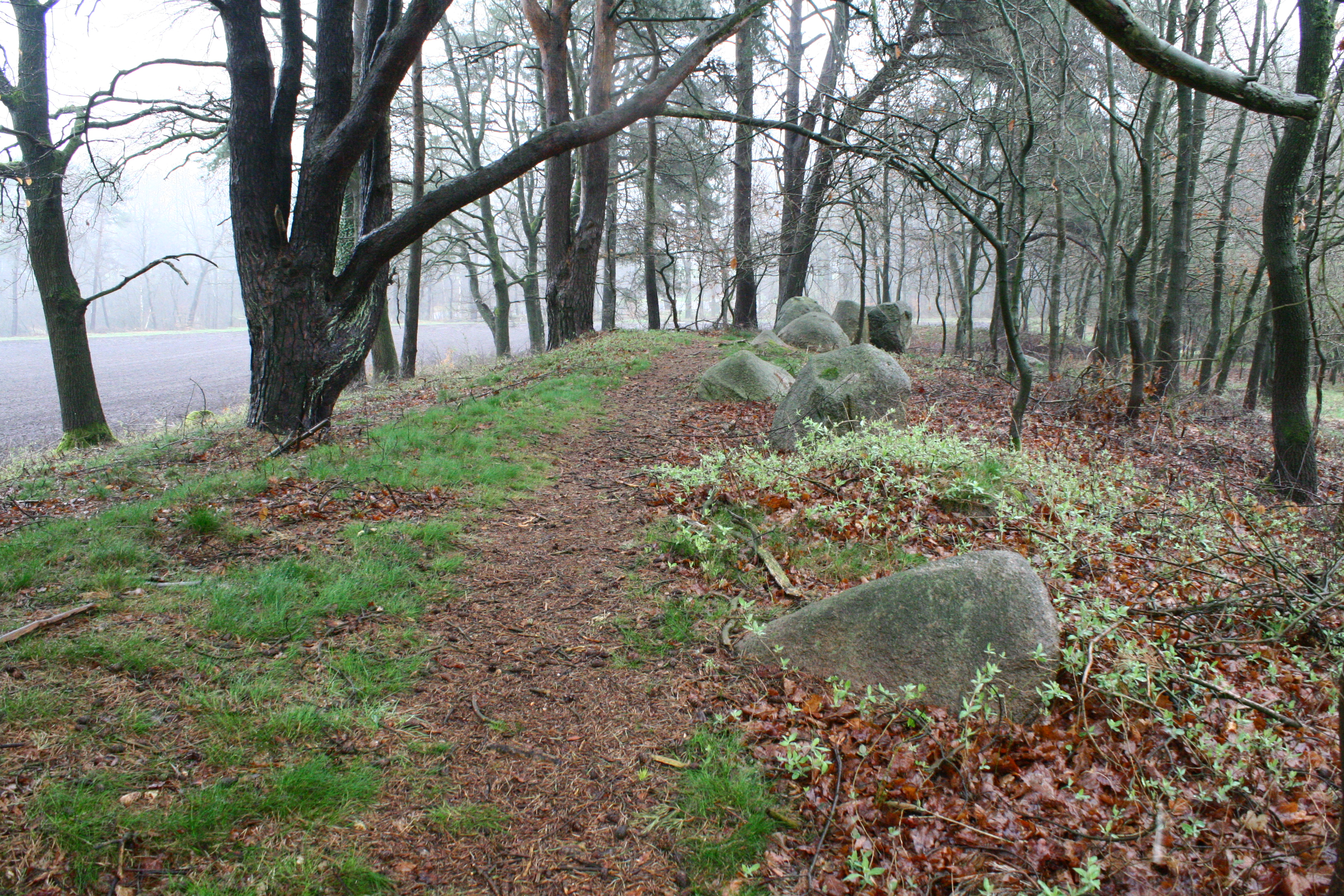
Hunebed 2 (Sprockhoff-nr. 661) bij dit landgoed
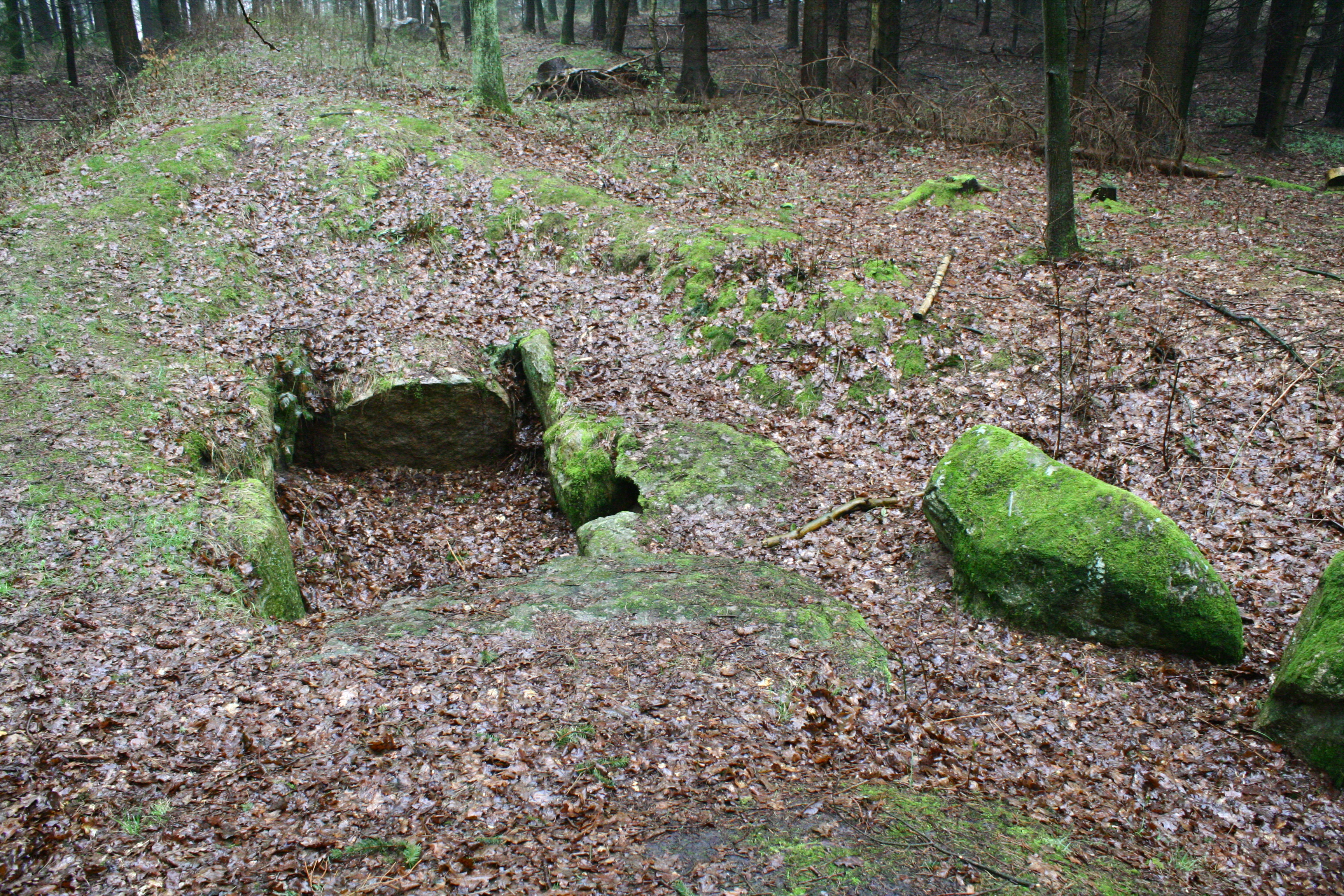
Restant ganggraf (Sprockhoff-nr. 663) bij Hunebed 4
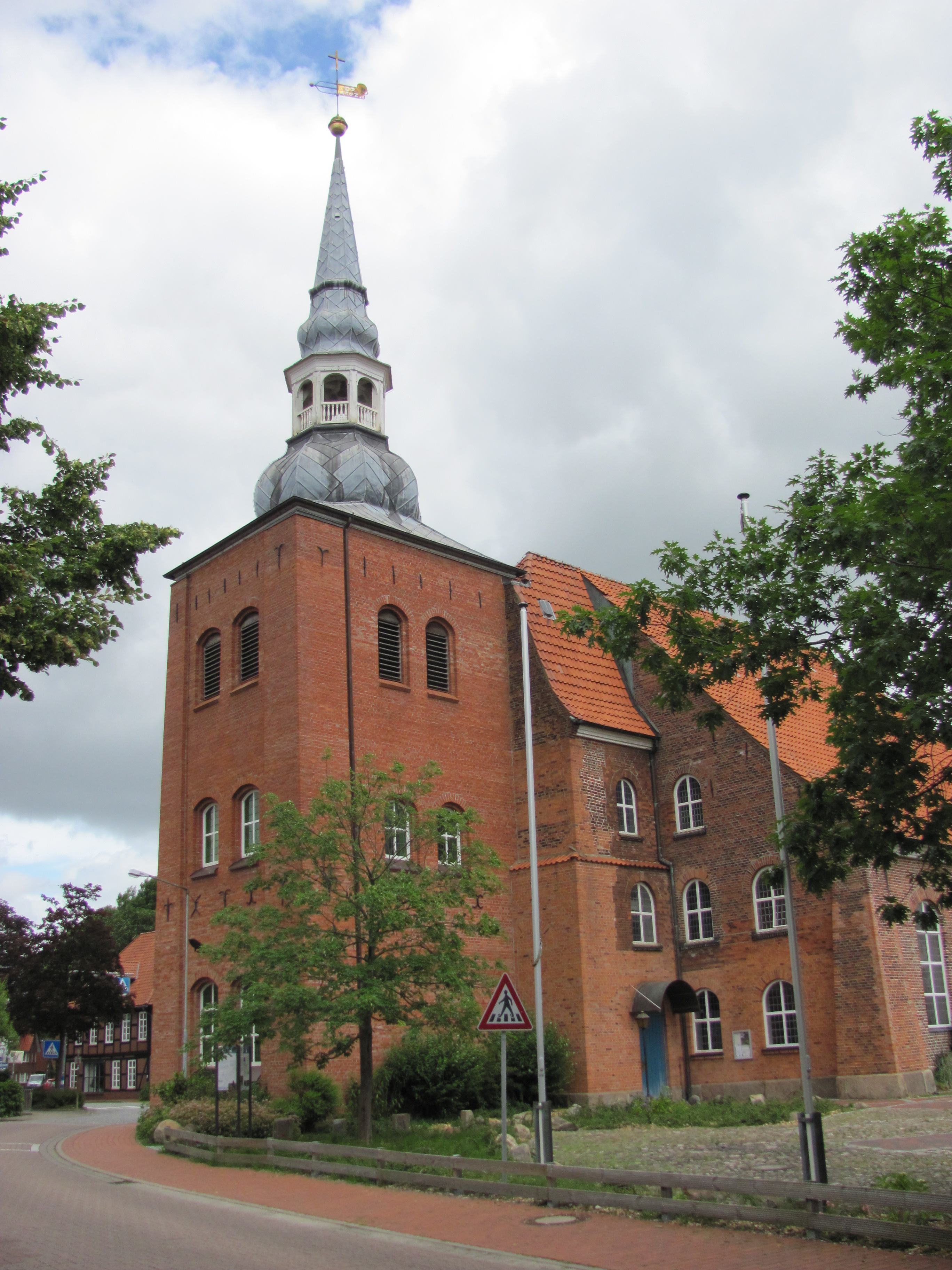
Evang.-lutherse O.L. Vrouwekerk te Horneburg (1739)
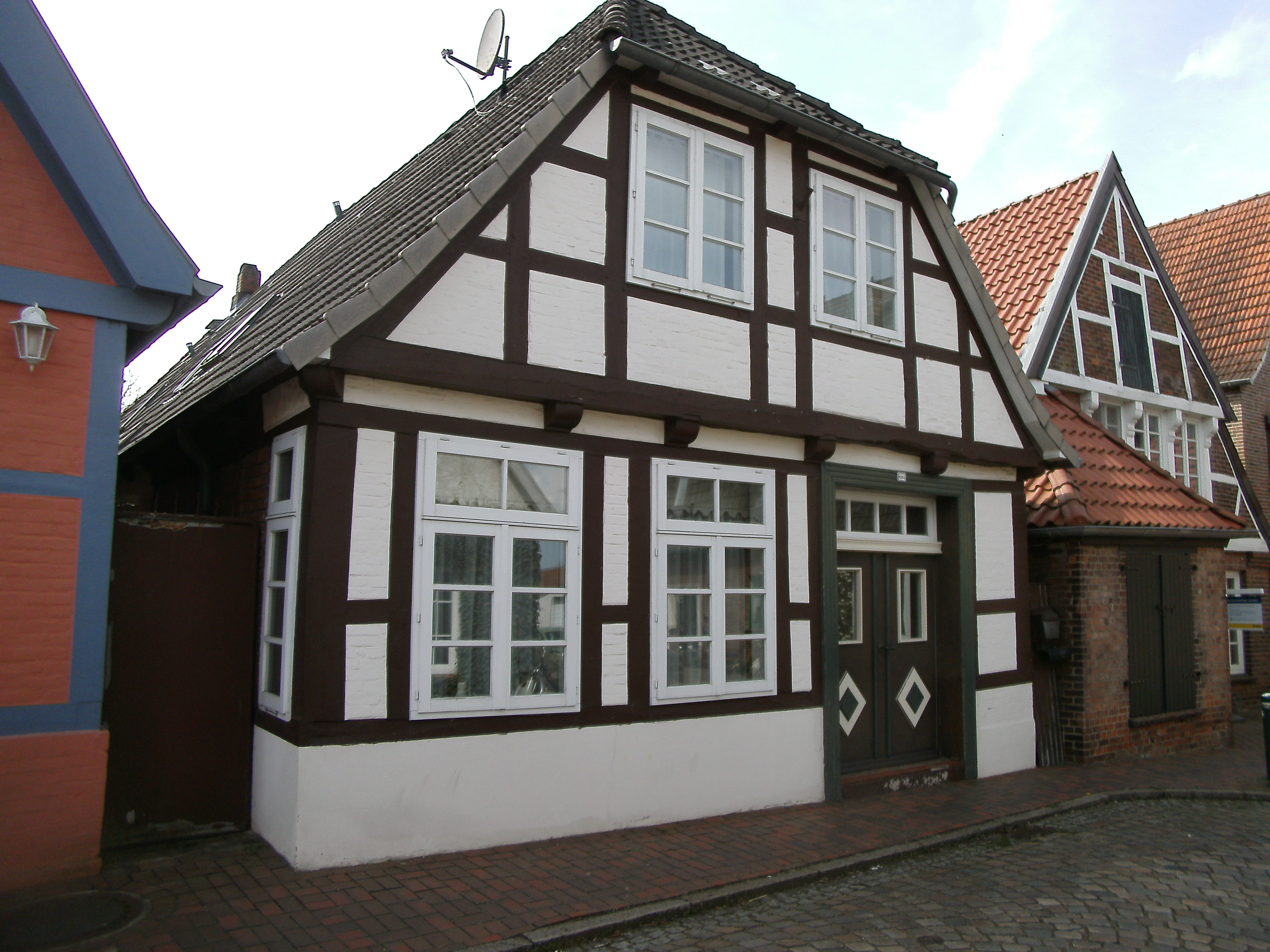
Huis aan de Vordamm te Horneburg
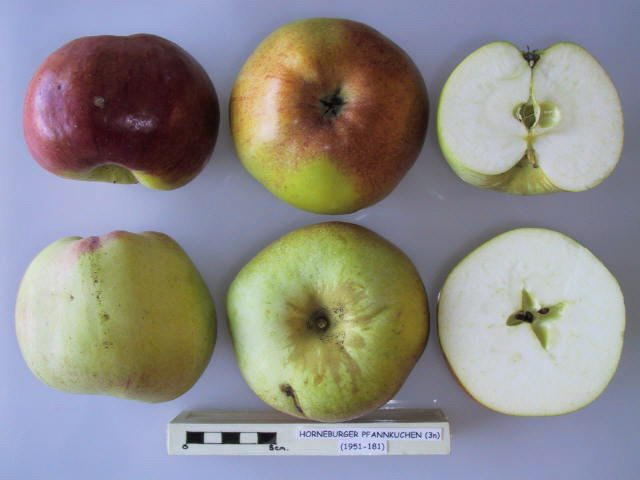
Appel Horneburger Pfannkuchen

## Partnergemeente
Horneburg onderhoudt een jumelage met Neumarkt im Mühlkreis in Oostenrijk.